# Péché mortel (film)
Pour les articles homonymes, voir Péché mortel (homonymie).
Pour plus de détails, voir Fiche technique et Distribution.

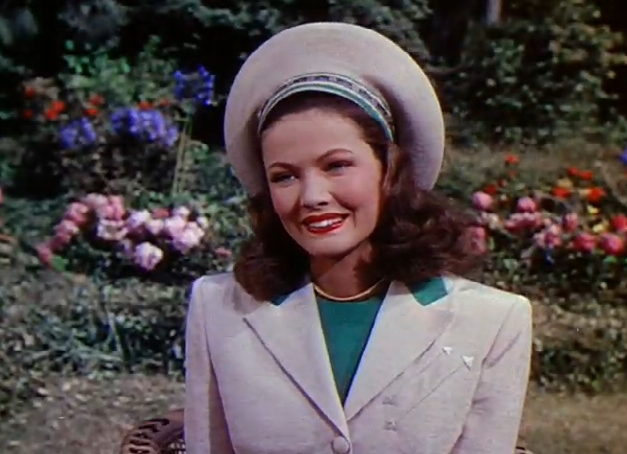
Gene Tierney

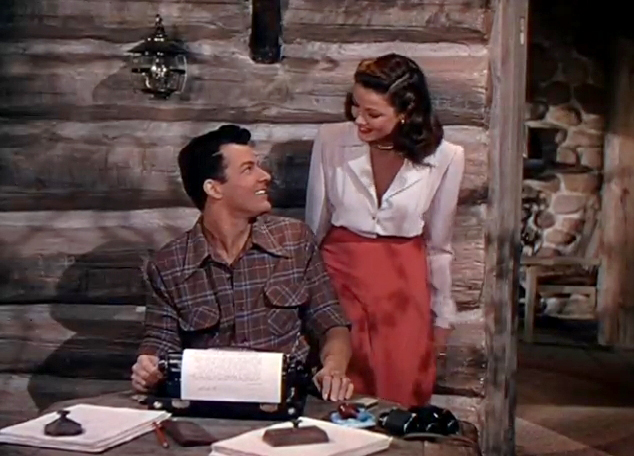
Cornel Wilde et Gene Tierney

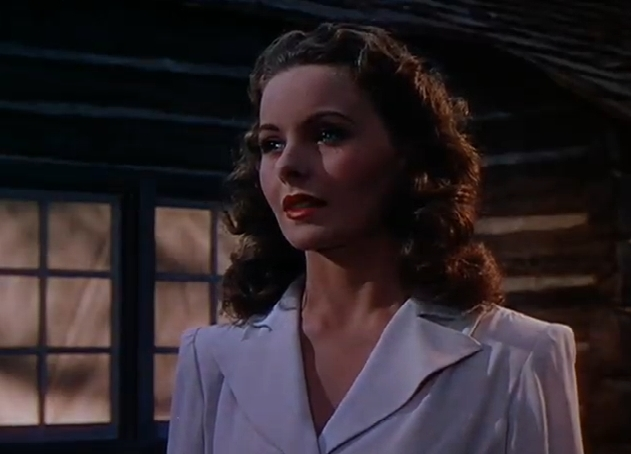
Jeanne Crain

Péché mortel (titre original : Leave Her to Heaven) est un film américain réalisé par John M. Stahl, sorti en 1945.

## Synopsis
Richard Harland, écrivain, et Ellen Berent, belle et riche héritière, se rencontrent et tombent amoureux l'un de l'autre. Très vite Ellen pousse Richard au mariage, mais elle manifeste progressivement un caractère possessif et jaloux, ne supportant ni son beau-frère infirme, ni sa demi-sœur, ni sa mère ni même l'enfant qu'elle porte. Jusqu'où sa jalousie maladive et sa volonté d'avoir son mari pour elle seule l'amèneront-elle ?

## Fiche technique
- Titre : Péché mortel
- Titre original : Leave Her to Heaven
- Réalisation : John M. Stahl, assisté d'Otto Brower (non crédité)
- Production : William A. Bacher et Darryl F. Zanuck producteur exécutif (non crédité)
- Société de production et de distribution : Twentieth Century Fox
- Scénario : Jo Swerling d'après le roman de Ben Ames Williams
- Musique : Alfred Newman
- Photographie : Leon Shamroy
- Montage : James B. Clark
- Direction artistique : Lyle Wheeler et Maurice Ransford
- Décorateur de plateau : Thomas Little et Ernest Lansing (non crédité)
- Costumes: Kay Nelson et Sam Benson (non crédité)
- Pays de production :  États-Unis
- Langue : anglais
- Format : Couleur (Technicolor) consultant couleurs Nathalie Kalmus
- Genre : Film noir / Mélodrame
- Durée : 110 minutes
- Dates de sortie : 
  - États-Unis : 19 décembre 1945 (première)
  - États-Unis : 20 décembre 1945
  - France : 9 juin 1947
- Affiches : Constantin Belinsky, Georges Dastor (France)

## Distribution
- Gene Tierney : Ellen Berent
- Cornel Wilde : Richard Harland
- Jeanne Crain : Ruth Berent
- Vincent Price : Russell Quinton
- Mary Philips : Mme Berent
- Ray Collins : Glen Robie
- Darryl Hickman : Danny Harland
- Chill Wills : Leick Thome
- Gene Lockhart : Le docteur Saunders
- Reed Hadley : Le docteur Mason
- Paul Everton : Le juge
- Harry Depp : Catterson
- Mae Marsh : La pêcheuse

Et, parmi les acteurs non crédités :
- Olive Blakeney : Mme Louise Robie
- Grant Mitchell : Carlson

## Autour du film
- Péché mortel est le premier film en couleur tourné par John M. Stahl, qui était réputé pour ses mélodrames.
- Ce film est également évoqué dans un épisode de la saison 3 de la série M.A.S.H. où il est projeté à la joyeuse équipe de médecins militaires.
- Péché mortel permit à Gene Tierney d'obtenir son unique nomination à l'Oscar de la meilleure actrice. C'est aussi le film préféré de la star.

## Récompenses et distinctions
Péché mortel a remporté un oscar (Academy Award) en 1946 (les oscars récompensent des films sortis au cours de l'année précédente):
- Oscar de la meilleure photographie : Leon Shamroy

Le film a également reçu trois autres nominations cette même année:
- Oscar de la meilleure actrice : Gene Tierney
- Oscar de la meilleure direction artistique : Lyle R. Wheeler, Maurice Ransford et Thomas Little
- Oscar du meilleur son : Thomas T. Moulton